# إيبان بولادو
إيبان بولادو بالاسيوس (بالإسبانية: Iván Bolado)‏ (مواليد 3 يوليو 1989) هو لاعب كرة قدم غيني استوائي في مركز الهجوم ويلعب حاليًا لنادي بوني سيتي الهندي.

## الألقاب

### المنتخبات
أسبانيا تحت 20 سنة
- 2009: ذهبية كرة القدم في دورة ألعاب البحر الأبيض المتوسط [1]

## روابط خارجية
- إيبان بولادو على موقع قاعدة بيانات كرة القدم.إي يو (الإنجليزية)
- إيبان بولادو على موقع ناشيونال فوتبول تيمز (الإنجليزية)
- إيبان بولادو على موقع Soccerbase.com (لاعب) (الإنجليزية)
- إيبان بولادو على موقع Soccerway.com (الإنجليزية)
- صفحة اللاعب على سوكرواي